# Portugál költők, írók listája
Ez a lista az európai, portugál nyelven alkotó írók, költők névsorát tartalmazza, a lexikonok által megadott betűrendben és évszámmal. Nem tartalmazza a Brazíliában portugál nyelven alkotó írók, költők nevét-mely a Brazil költők, írók listájában olvasható.

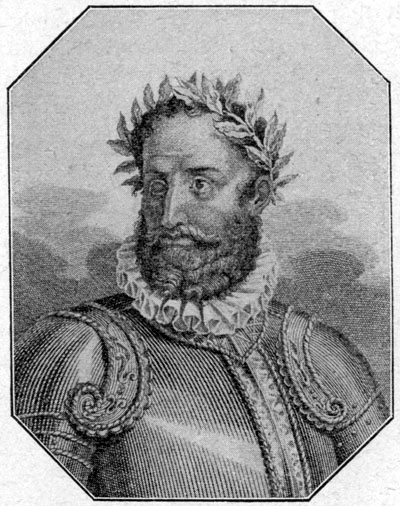
Luís Vaz de Camões

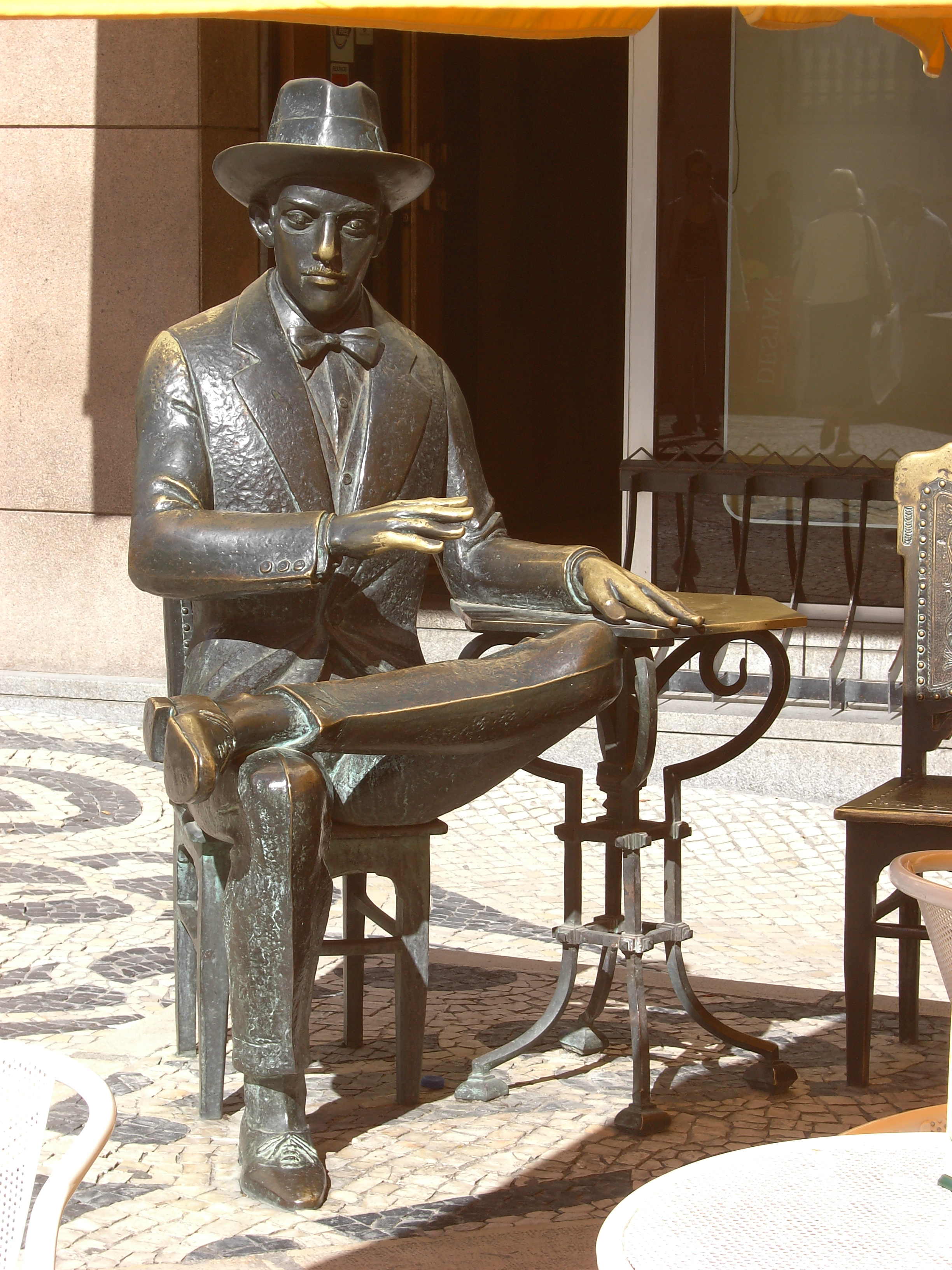
Fernando Pessoa

| Ábécé szerinti tartalomjegyzék                      |
| --------------------------------------------------- |
| A B C D E F G H I J K L M N O P Q R S T U V W X Y Z |

## A
- Augusto Abelaira (1926–2003)
- Ángela de Acevedo (17. század)
- Matias Aires (1705–1763)
- Soror Mariana Alcoforados (1640–1723)
- José Valentim Fialho de Almeida (1857–1911)
- Manuel Duarte de Almeida (1844–1914?)
- Nicolau Tolentino de Almeida (1740–1811)
- Almeida Garrett (1799–1854)
- Leonor de Almeida Portugal (1750–1839)
- Francisco Álvares (16. század)
- António Alves Redol (1911–1969)
- Eugênio de Andrade (1923–2005)
- Garibaldino de Andrade (1914–1970)
- Andrade Caminha (1520 k. – 1589 k.)
- João de Andrade Corvo (1824–1890)

## B
- Maria Isabel Barreno (1939–2016)
- Camilo Castelo Branco (1826–1890)

## C
- Luís de Camões (1525 k. – 1580)
- Mário de Carvalho (1944)
- João Ricardo Cordeiro (1836–1881)
- Luciano Cordeiro (1844–1900)
- Caetano da Costa Alegre (1864–1890)

## F
- David Mourão-Ferreira (1927–1996)
- Vergílio Ferreira (1916–1996)

## J
- Lídia Jorge (1946)

## L
- Mário-Henrique Leiria (1923–1980)

## M
- Pedro Rosa Mendes (1968)

## N
- Fernando Gonçalves Namora (1919–1989)

## P
- Ines Pedrosa (1962)
- José Luís Peixoto (1974)
- Fernando Pessoa (1888–1935)

## Q
- José Maria Eça de Queirós (1845–1900)

## R
- Aquilino Ribeiro (1885–1963)
- Bernardim Ribeiro (1482–1552)

## S
- José Saramago (1922–2000) (Irodalmi Nobel-díj (1998)
- Jorge de Sena (1919–1978)
- Fernanda Seno (1942–1996)

## T
- Manuel Tiago (1913–2005)
- Miguel Torga (1907–1995)

## V
- Gil Vicente (1465–1536?)